# ノーザン・シンフォニア
ノーザン・シンフォニア（英語: Northern Sinfonia）は、イギリス・イングランド北部ニューカッスル・アポン・タイン近郊のゲイツヘッド市を拠点とする室内オーケストラである。以前は「ノーザン・シンフォニア・オブ・イングランド」という名称であった。2013年に女王エリザベス2世から「ロイヤル」のタイトルを贈られており、現在の正式名称はロイヤル・ノーザン・シンフォニア（Royal Northern Sinfonia）である。

## 沿革・概要
1958年に設立された。歴代の指揮者として、イヴァン・フィッシャー、リチャード・ヒコックス、ハインリヒ・シフ、トマス・ツェートマイアー（現在は桂冠指揮者）、ラルス・フォークト、ディニス・ソウザらがいる。

## 録音
主なレコーディングは、チョン・ミョンフン指揮でドヴォルザークのセレナード集、ヒコックス指揮でヴォーン・ウィリアムズのオペラ『恋するサー・ジョン』などがある。